# Яшари, Ардон
Ардон Яшари (алб. Ardon Jashari; род. 30 июля 2002) — швейцарский футболист, полузащитник клуба «Милан» и сборной Швейцарии. Участник чемпионата мира 2022.

## Клубная карьера
31 июля 2020 года Яшари дебютировал за «Люцерн» в швейцарской Суперлиге в матче с «Цюрихом». Игра завершилась победой его команды со счётом 2:1.

## Карьера в сборной
27 сентября 2022 года Яшари дебютировал за сборную Швейцарии в матче Лиги наций против Чехии, заменив Ремо Фройлера в добавленное время. В ноябре того же года включён в состав сборной Швейцарии на чемпионат мира по футболу в Катаре.

## Личная жизнь
Яшари родился в Швейцарии, но имеет албанское происхождение.

## Достижения

### Командные
«Брюгге»
- Обладатель Кубка Бельгии: 2024/25

### Личные
- Лучший молодой футболист года в Бельгии: 2025[5]
- Игрок года по версии Королевской бельгийской футбольной ассоциации: 2025[5]